# Монти, Винченцо
Винченцо Монти (итал. Vincenzo Monti; 19 февраля 1754 года, Альфонсине — 13 октября 1828 года, Милан) — итальянский поэт и филолог; сначала роялист и враг французской революции, потом обличитель папства, автор патриотических поэм и трагедий. Переводчик «Илиады» Гомера.

## Биография и творчество
Учился в Ферраре. Дебютировал «Видением Иезекииля» (1776) и был принят в члены римской академии Аркадии. В Риме Монти издал первый сборник своих стихотворений (1779), частью написанных в античном духе, частью во вкусе Оссиана, и выступил соперником Альфиери в ряде трагедий: «Аристодем» (1787), «Галеотто Манфреди» (1788), «Кай Гракх» (1796). Последние две ценились в Италии столь же высоко, как лучшие из произведений Альфиери и Фосколо.
В 1793 г. умерщвление народом Бассвиля, делегата Французской республики, послужило Монти поводом к созданию поэмы «Bassviliana» — одного из лучших его творений; написана она, по примеру Данте, звучными терцинами.
Долго преклонявшийся перед римским двором и восстававший против «революционной французской гидры» Монти, переехав в Милан (1797), стал славословить разум и свободу, проклинать злодеяния папства (в «Fanatismo»), поносить «тирана, гнусного Капета» (в «Superstizione»), обличать тень роялизма, плодящую крамолы в республике («Il Pericolo»); в «Канцоне» по случаю конгресса в Удине превозносится восходящее солнце — Бонапарт. Эта бесцеремонная измена всем прежним верованиям восстановила против Монти писателя Джанни и других из враждебного лагеря и породила страстную между ними полемику.
Занятие Италии Суворовым заставило Монти в числе прочих бежать во Францию. Возвратясь в Италию после битвы при Маренго, он был назначен в павийский университет профессором красноречия. Льстивая ода, обращенная к Наполеону по случаю коронования в Милане, доставила Монти должность историографа нового королевства.
Он продолжал восхвалять императора и его победы в благозвучных гимнах и поэмах, злоупотребляя мифологическими намеками и монотонными появлениями вещих теней. Из этих произведений наиболее удачны «Bardo della selva nera» (1806), лирическая поэма, и «Hada di Federico» (1807) — в честь победы Наполеона над Пруссией. Не зная греческого языка, Монти с помощью учёных эллинистов принялся за перевод «Илиады» и создал нечто далекое от оригинала по духу, но написанное чудными стихами. После падения Наполеона Монти удержал положение историографа и встретил возвращение «законных властей» со свойственной ему лестью («Mistico omaggio», «Invito a Pallade», «Il ritorno d’Astrea»). Когда австрийское правительство вознамерилось путём печати воздействовать на общественное мнение, во главе журнала «Biblioteca italiana» был поставлен Монти, который и принялся обличать писателей, неугодных правительству.
Наиболее значительное прозаическое сочинение Монти, «Correzioni al Vocabulario delia Crusca» (1817—1824, Милан), написанное им в сотрудничестве с его зятем, Джулио Пертикари, остроумно трактует грамматические вопросы и значение итальянских диалектов, изобилуя нападками против академии делла Круска, которая благородно отомстила поэту, приняв его в свою среду.
Конец своих дней Монти мирно провёл в кружке литературных меценатов, которым посвящены его лебединые песни: «Il cespuglio delle quatro rose», «Il Sollievo alla melancolia» и т. д.

## Труды

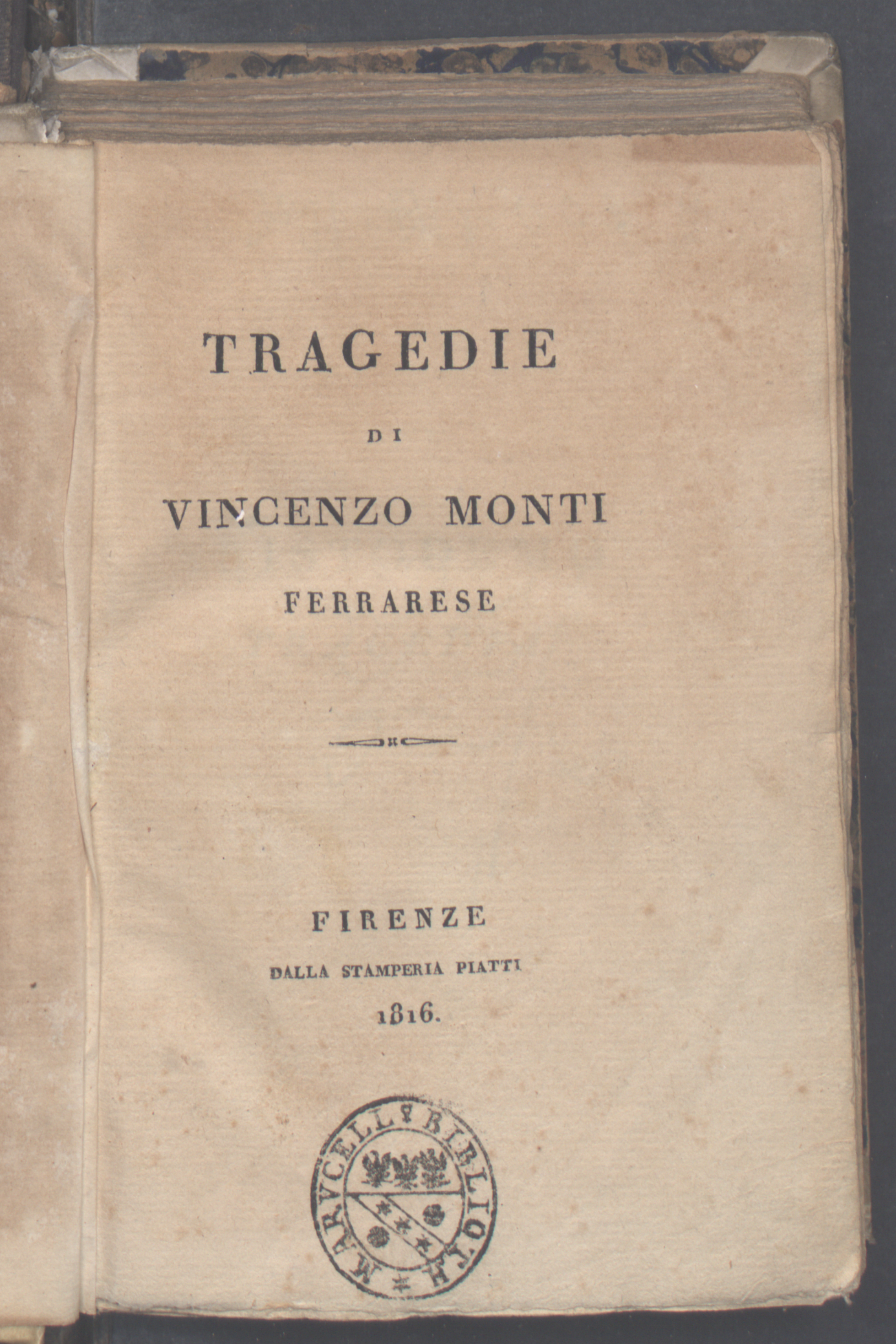
Tragedie, 1816

Полное собрание сочинений Монти издано в Милане в 1839-40. гг.
- 1776 год — La visione di Ezechiello
- 1779 год — ода Prosopopea di Pericle; «Опыт поэзии аббата Монти» (Saggio di poesie)
- 1781 год — поэма La bellezza dell’universo
- 1782 год — Cantate per la nascita del Delfino; Il Pellegrino Apostolico; Sciolti a Sigismondo Chigi; Pensieri d’amore
- 1783 год — Versi
- 1784 год — ода Al signor di Montgolfier; поэма Feroniade
- 1786 год — трагедия Aristodemo
- 1787 год — «Галеотто Манфреди» (Galeotto Manfredi, трагедия)
- 1788 год — сонет Sulla morte di Giuda; ода Alla marchesa Malaspina della Bastia
- 1793 год — «Бассвилиана» (Bassvilliana, поэма); Invito di un solitario a un cittadino
- 1797 год — поэма La Musogonia; «Прометей» (Prometeo, поэма); «Фанатизм» (Il fanatismo); «Суеверие» (La superstizione); «Опасность» (Il pericolo); Per il congresso di Udine (песнь)
- 1799 год — гимн Nell’anniversario del supplizio di Luigi XVI
- 1800 год — «За освобождение Италии» (Per la liberazione dell’Italia, песнь); Dopo la battaglia di Marengo; перевод из Вольтера La Pucelle d’Orléans
- 1802 год — «Маскерониана» (Mascheroniana, поэма); «Кай Гракх» (Caio Gracco, трагедия)
- 1803 год — перевод Сатир (Персий)
- 1805 год — Il beneficio
- 1806 год — «Певец чёрного леса» (Il bardo della Selva Nera, поэма)
- 1808 год — драма I Pittagorici
- 1809 год — La spada di Federico II; La Palingenesi politica
- 1810 год — Ierogamia in Creta; перевод Илиады Гомера (текст в интернете)
- 1811 год — Le api panacridi in Alvisopoli
- 1815 год — «Мистический дар» (Il mistico omaggio)
- 1816 год — «Возвращение Астреи» (Il ritorno di Astrea)
- 1822 год — сонет Per un dipinto dell’Agricola, rappresentante la figlia dell’Autore; песнь Per le quattro tavole dell’Agricola
- 1825 год — поэма Sermone sulla mitologia; поэма Le nozze di Cadmo e d’Ermione
- 1826 год — Pel giorno onomastico della mia donna Teresa Pikler
- 1817 год—1826 год — Proposta di alcune correzioni ed aggiunte al Vocabolario della Crusca